# Consolers of the Lonely
Consolers of the Lonely är rockgruppen The Raconteurs andra album, utgivet i mars 2008. Utgivningen av albumet annonserades endast en vecka i förväg.
Albumet blev som bäst sjua på Billboard 200 och åtta på UK Albums Chart. Låtarna "Salute Your Solution" och "Many Shades of Black" släpptes som singlar.

## Låtlista
Samtliga låtar skrivna av Brendan Benson och Jack White, om annat inte anges.
1. "Consoler of the Lonely" - 3:26
2. "Salute Your Solution" - 2:59
3. "You Don't Understand Me" - 4:54
4. "Old Enough" - 3:57
5. "The Switch and the Spur" - 4:26
6. "Hold Up" - 3:27
7. "Top Yourself" - 4:26
8. "Many Shades of Black" - 4:25
9. "Five on the Five" - 3:33
10. "Attention" - 3:41
11. "Pull This Blanket Off" - 1:59
12. "Rich Kid Blues" (Terry Reid) - 4:34
13. "These Stones Will Shout" - 3:54
14. "Carolina Drama" - 5:55